# 黒川盛泰
黒川 盛泰（くろかわ もりやす、文化11年（1814年） -  明治3年1月3日（1870年2月3日））は、江戸時代末期（幕末）の旗本。官位は従五位下備中守、後に近江守。

## 来歴
安政5年（1858年）2月に目付となり、文久元年（1861年）5月28日に江戸南町奉行となるが、翌文久2年（1862年）8月25日に小姓組頭番となったが、同年11月23日に起こった桜田門外の変の事後処理に際し、反井伊派から「事件の際、大老・井伊直弼の死を隠蔽した」と糾弾され、罷免された上で出仕差し控えとなる。その後、講武所奉行並となり、万延元年（1863年）には、村垣範正、竹本正雅と共に日本とプロイセン王国との間の日普修好通商条約の全権委員を務める。
元治元年（1864年）7月23日には歩兵奉行を兼帯する。

### 天狗党の乱
同年9月に大目付となり、同年3月から続く常陸国水戸藩の天狗党の乱に対して7月8日に幕府追討軍総括を命じられた田沼意尊（若年寄）に従い、水戸、那珂湊および東海道を西進し、越前国敦賀へ出向き、天狗党を追い詰め鎮圧に従事した。またこの間に、在府の水戸藩主の名代として反乱の説得・鎮圧を行うはずが紛糾し失敗、加えて家臣らが反天狗党側に対して合戦を行ってしまった常陸宍戸藩主・松平頼徳（水戸藩親族）が、10月5日に鎮圧に来た幕府追討軍に呼び出された上で切腹を命じられた。この際、盛泰は頼徳に対する切腹申渡し及び検使役ともなった。
慶応元年（1865年）正月に勘定奉行を兼帯し、慶応3年（1867年）8月まで務める。その後、撒兵差図役を務めたのち、慶応4年（1868年）1月10日から3月5日まで江戸南町奉行に再任された。致仕後、隠居し留守居となり、子の釣次郎が家督を継ぐ。